# Mályi Természetvédelmi Egyesület
A Mályi Természetvédelmi Egyesület egy mályi székhelyű, nonprofit természetvédelmi egyesület. Legismertebb tevékenységük a sérült madarak mentése. Az egyesület a madarakon kívül többek között denevérek, nyulak, sünök, őzek, vaddisznók, kisebb emlősök ellátását is elvégzi. Alapvetően vadállatokat mentenek, de legfőképp vadmadarakat, elsősorban Mályi körzetében.

## Története
A Mályi Természetvédelmi Egyesület 2012 decemberében alakult, elsősorban madárvédelmi tevékenységre (pl. téli etetés, odúk kihelyezése). 2013-ban egy sérült kékcinege mentéséről közzétettek egy posztot a közösségi médiában, amelynek népszerű hatása miatt az egyesülethez egyre több sérült madár került. Mivel védett madarakról is szó volt, hivatalos engedélyt is szereztek, hogy ezzel a tevékenységgel foglalkozzanak. 2013-ban a mentőállomásuk hivatalos mentőhely lett.
2017 májusában az egyesület egy közleményt tett közzé, amely a munkájuk határozatlan idejű szüneteltetéséről szólt. Három napon belül közösségi összefogással annyi támogatás gyűlt össze, hogy zavartalanul folytatni tudták a tevékenységüket.
A 2020-ban készült Az Ispotály – madarakról, emberségről című film a madármentők téli munkáját mutatja be, amelyet Kovács István rendezett. A film a Hét Domb Filmfesztiválon közönségdíjat, a Vas-Film – Vas megyei Függetlenfilm Fesztiválon pedig a legjobb dokumentumfilm díját kapta. 2020 végén megjelent Az Ispotály – Szárnyak Sorsa című film, amely a madármentők nyári munkáját mutatja be.